# الانزلاق إلى الدوامة
«الانزلاق إلى الدوامة» (بالإنجليزية: A Descent into the Maelström)‏ هي قصة قصيرة كتبها إدغار آلان بو عام 1841. في الحكاية، يروي رجل كيف أنه نجا من تحطم سفينته والغرق في دوامة. وقد تم تجميعها مع حكايات بو الاستنتاجية وتم ووضعها أيضًا كإحدى سوابق الخيال العلمي.